# Strychnos pentantha
Strychnos pentantha är en tvåhjärtbladig växtart som beskrevs av Leeuwenb.. Strychnos pentantha ingår i släktet Strychnos och familjen Loganiaceae. Inga underarter finns listade i Catalogue of Life.